# فورد فلکس
فورد فلکس (Ford Flex) خودرویی است که از سال June ۳، ۲۰۰۸ تاکنون در انتاریو و کانادا تولید شده‌است. طراحی آن موتور جلو، خودرو محور جلو و خودرو چهار چرخ محرک بوده طول آن در حالت طبیعی ۲۰۱٫۸ اینچ (۵۱۳ سانتیمتر) و عرض آن در حالت طبیعی ۸۰٫۱ اینچ (۲۰۳ سانتیمتر) است. سیستم جعبه‌دندهٔ آن ۶ دنده به صورت خودکار است.

## نگارخانه

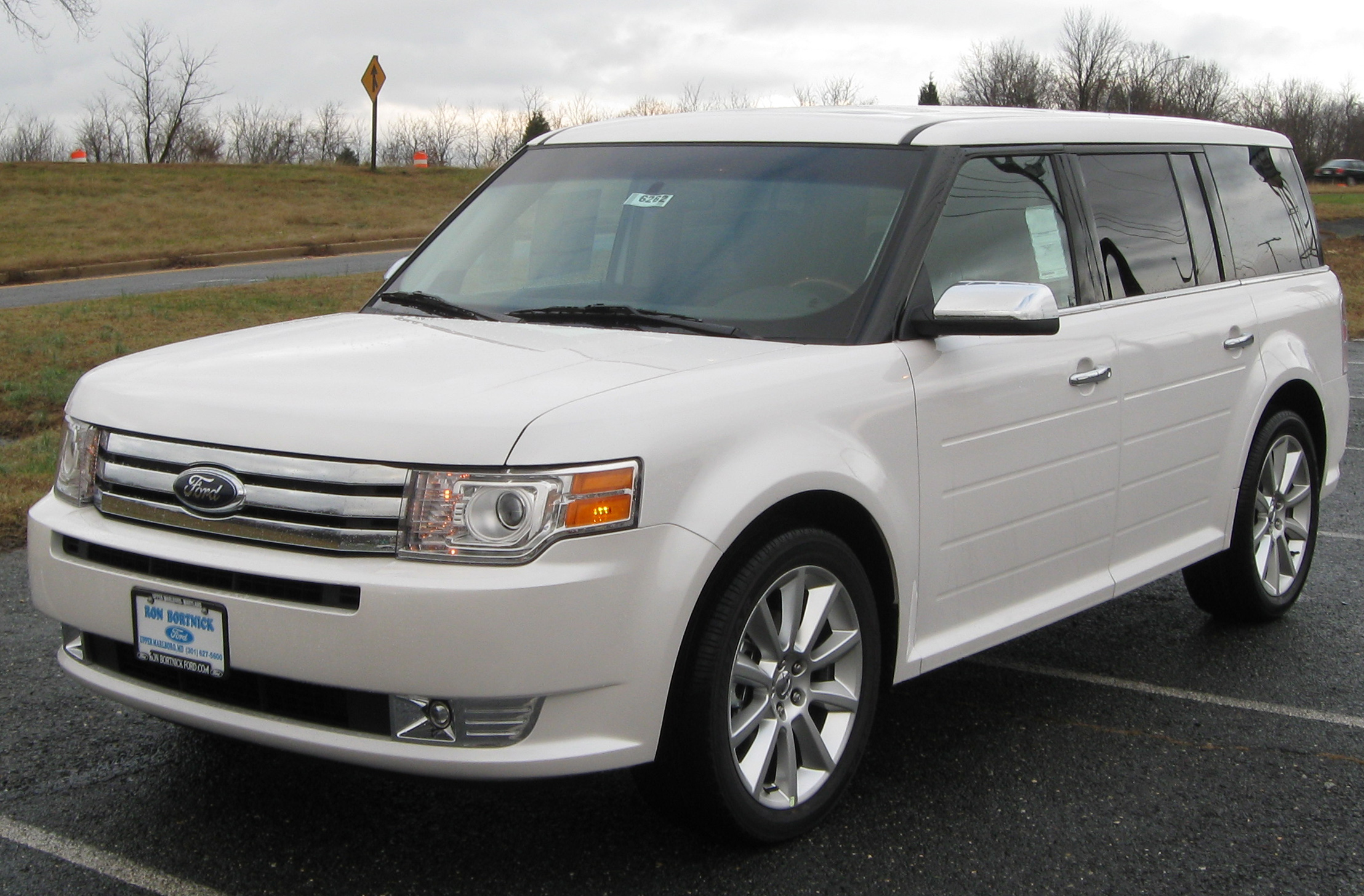
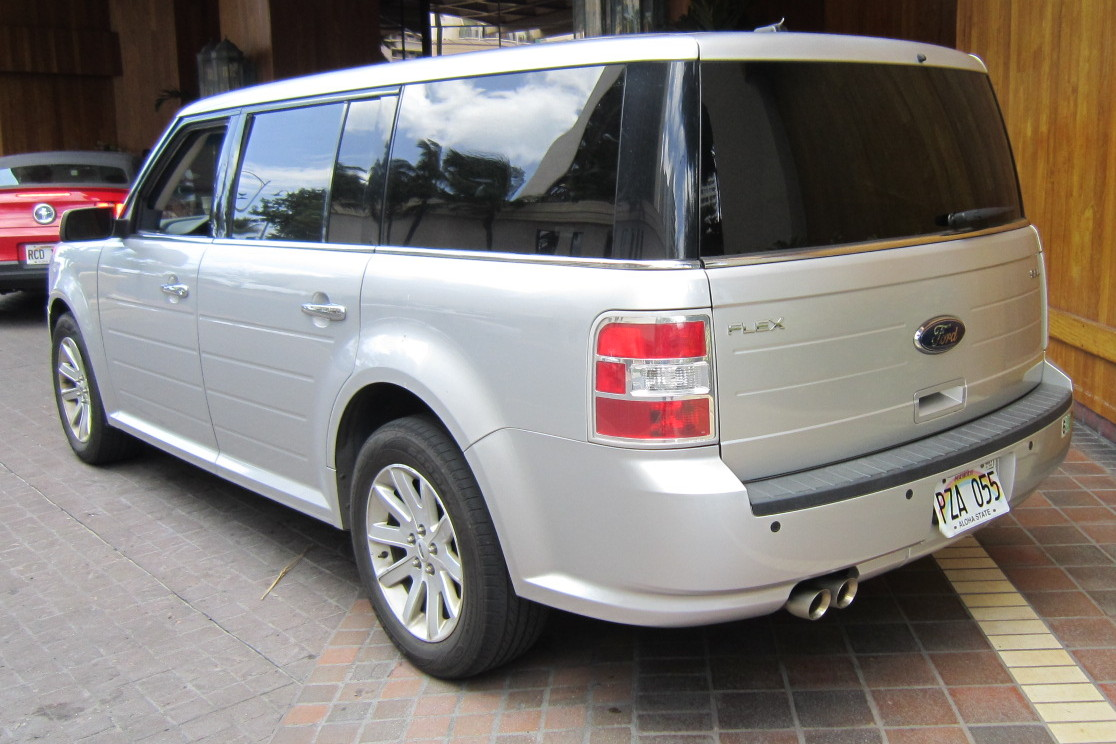